# Juwelier

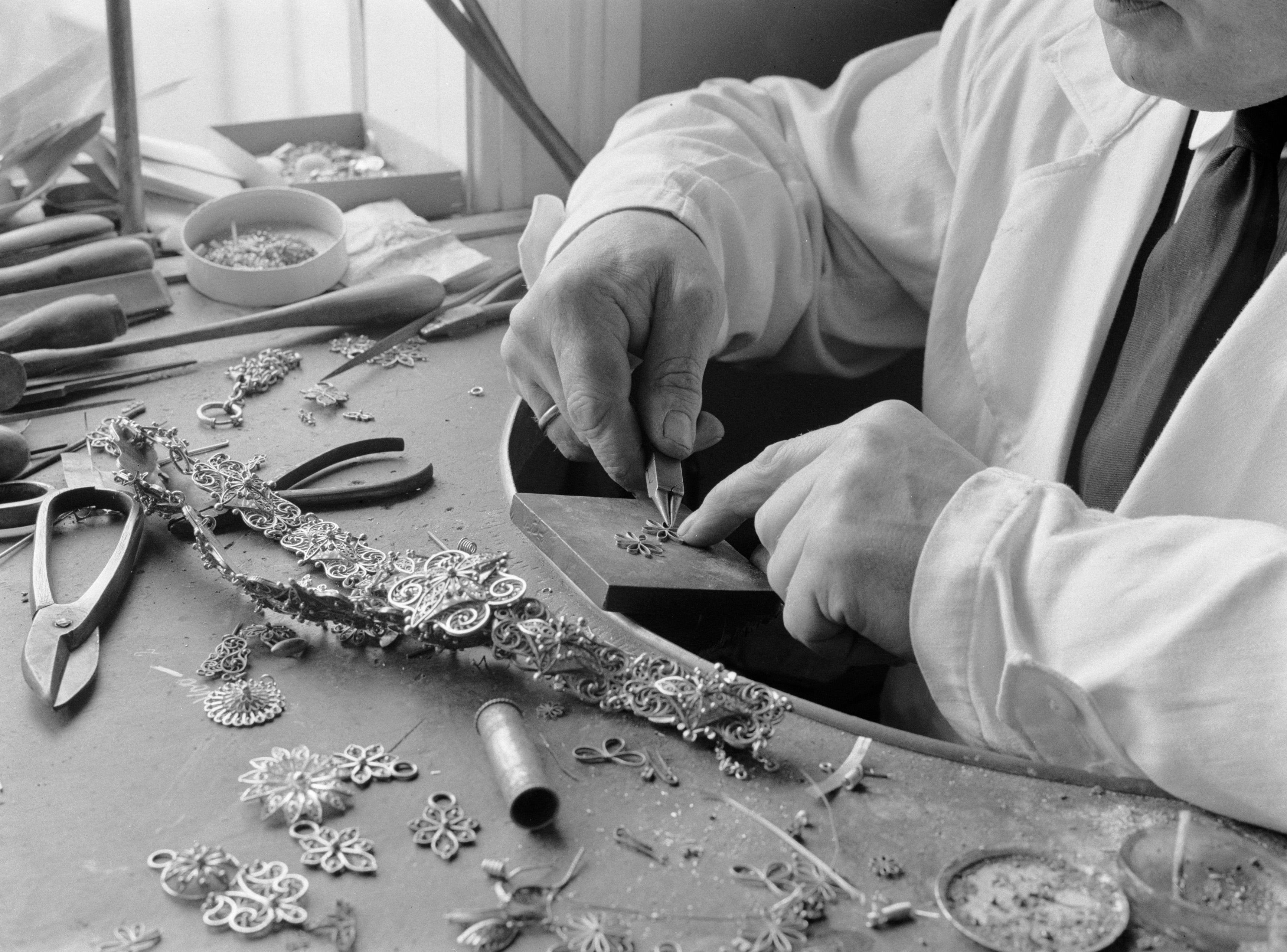
Juwelier (1934)

Een juwelier is iemand die handelt in juwelen, alsmede een gebruikswoord voor een winkel alwaar men sieraden en andere kostbare voorwerpen kan aanschaffen. Om het beroep van de winkel te onderscheiden kunnen ook de woorden juwelenhandelaar en juwelierszaak worden gebruikt.

## Geschiedenis
De geschiedenis van de juwelier gaat terug tot in de Gouden Eeuw. Toen Nederland zijn eerste koloniën verwierf, en rijkdom een statement werd, moest dat natuurlijk worden getoond. "Wie het breed heeft laat het breed hangen" is een spreekwoord dat uit deze tijd stamt om aan te tonen dat mensen die veel geld hadden, vaak met veel versieringen, de juwelen, om de nek liepen.
De eerste juweliers waren de edelsmeden, deze maakten op bestelling juwelen voor rijke koopmannen en -vrouwen. Zelden hadden ze juwelen op voorraad, laat staan in een vitrine, uit angst voor diefstal.

## Overige activiteiten
Men kan bij de juwelier ook terecht voor allerlei andere zaken, zoals:
- Het laten schieten van gaatjes voor oorbellen
- Aanschaf van voornamelijk juwelen, sieraden en horloges
- Het laten graveren van juwelen en sieraden
- Het laten aanpassen van juwelen en sieraden
- Het repareren van horloges

Eerder waren al deze beroepen opgesplitst in beroepen als de edelsmid, horlogemaker en de chirurgijn.